# グアテマラのイスラム教
本項目ではグアテマラのイスラム教について記述する。

## 概要
国内のムスリム人口は約1200人とされ、このうち95%はパレスチナ系移民である。グアテマラダーワーモスク（スペイン語:Mezquita de Aldawaa Islámica）と呼ばれるモスクがグアテマラシティ郊外に存在。メスキータバイトゥルアッワルと呼ばれる、アフマディーヤが運営するモスクがもう1つある。